# کازویوکی میاتا
کازویوکی میاتا (انگلیسی: Kazuyuki Miyata؛ زادهٔ ۲۹ ژانویهٔ ۱۹۷۶) ورزشکار هنرهای رزمی ترکیبی و کشتی‌گیر اهل ژاپن است.